# بووان (آلکسیناتس)
بووان (به صربی: Bovan) یک منطقهٔ مسکونی در صربستان است.